# Солнечный (ЗАТО, Тверская область)

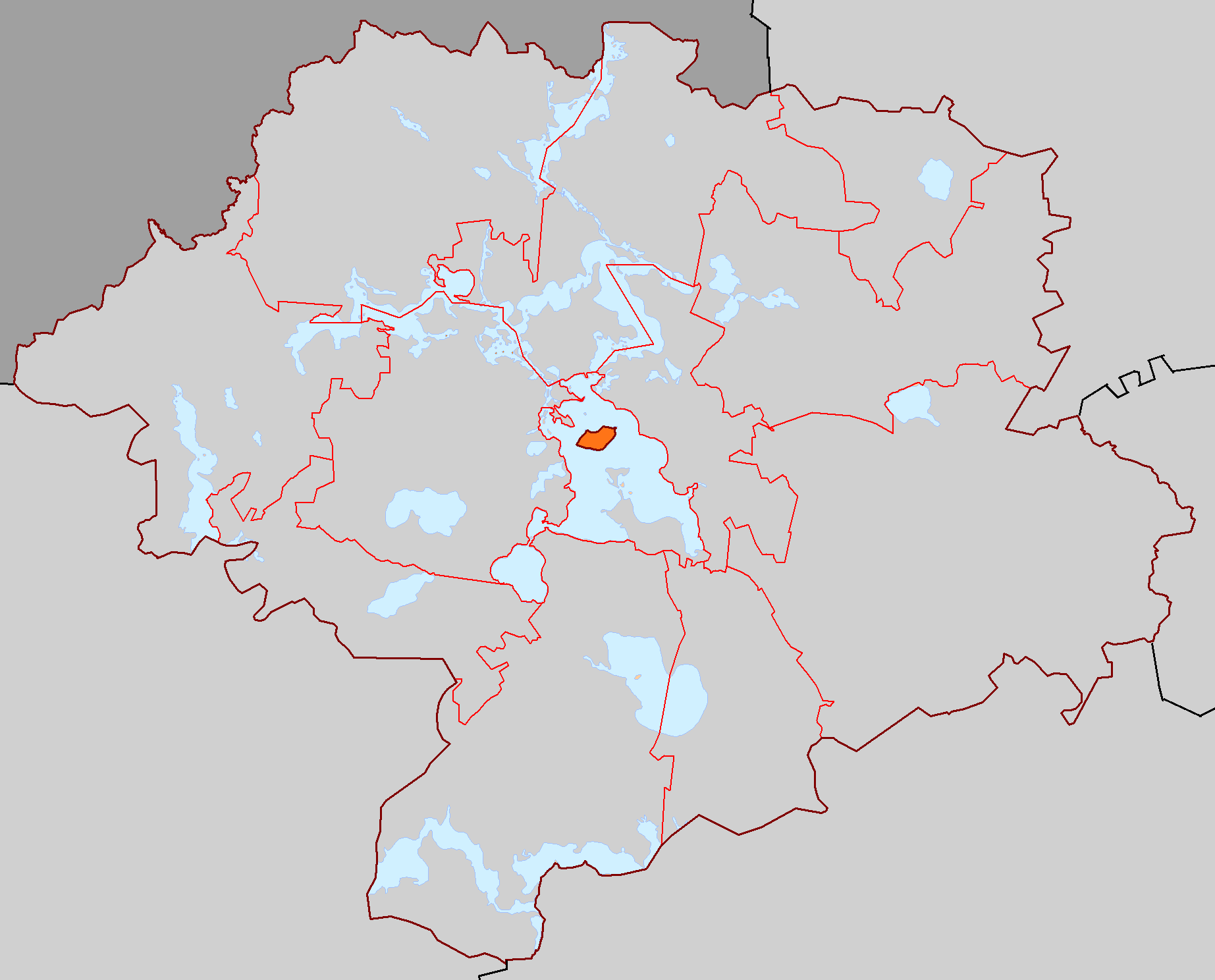
ЗАТО Солнечный на острове Городомля на озере Селигер в окружении Осташковского городского округа.

Со́лнечный — посёлок городского типа, закрытое административно-территориальное образование (ЗАТО) в Тверской области России. 
Является отдельной административно-территориальной единицей в области (округ ЗАТО Солнечный) и образует одноимённое муниципальное образование ЗАТО Солнечный со статусом городского округа как единственный населённый пункт в его составе.

## География
Расположен на острове Городомля, втором по величине острове на озере Селигер. Посёлок по периметру окружён лесом, который защищает его от ветров, дующих на Селигере. Связь с «большой землёй» осуществляется в тёплое время рейсовым теплоходом, следующим из Осташкова, в зимнее время — по дороге-зимнику, прокладываемой по льду озера Селигер.

## История
История поселка начинается в 1928 году, когда было принято решение о размещении на острове ящурного института. Первые жилые постройки на территории поселка появились в период 1928-1930 гг. В 1932 году институт начал свое функционирование.
В 1937 году из усадьбы Власиха сюда был переведен Биотехнический институт РККА, занимающийся, в частности, в рамках возможного противодействия биологическому оружию, созданием вакцин и сывороток для нужд армии. Решение о переводе было вызвано опасностью распространения инфекций, с которыми работали в институте, на Москву и другие близлежащие промышленные центры .
После Великой Отечественной войны на острове собрали немцев, занимавшихся ракетными разработками в интересах Советского Союза. Первая партия немцев прибыла 22 мая 1947 года, в мае 1948 года на острове собрали всех немецких специалистов по ракетам. Организация немецких специалистов на острове Городомля получила статус филиала № 1 НИИ-88, расположенного в Подлипках (ныне — г. Королёв). В октябре 1950 года «немецкий» филиал № 1 прекратил свою работу, а в 1951—53 гг. немецкие специалисты были отправлены в ГДР. Однако созданные на Городомле исследовательский центр и машиностроительный завод после отъезда немецких специалистов не прекратили свою работу.
На острове расположен филиал ФГУП «НПЦ АП имени академика Н.А.Пилюгина» — завод «Звезда». Посёлок Солнечный официально был образован в 1994 году. Указом Президента Российской Федерации от 17 февраля 1995 года посёлок Солнечный был наделён статусом закрытого административно-территориального образования.

## Население
| 2002  | 2009  | 2010  | 2012  | 2013  | 2014  | 2015  |
| ----- | ----- | ----- | ----- | ----- | ----- | ----- |
| 2108  | ↘2080 | ↗2242 | ↗2249 | ↘2238 | ↘2205 | ↘2166 |
| 2016  | 2017  | 2018  | 2019  | 2020  | 2021  |       |
| ↘2137 | ↘2122 | ↘2057 | ↘2051 | ↘2016 | ↘1840 |       |

Национальный состав
По итогам переписи населения 2020 года проживали следующие национальности (национальности менее 0,1 % и другое, см. в сноске к строке «Другие»):
| Национальность | Численность, чел. | Доля     |
| -------------- | ----------------- | -------- |
| Русские        | 1785              | 97,01 %  |
| Другие         | 55                | 2,99 %   |
| Итого          | 1840              | 100,00 % |

## Местное самоуправление
Главы администрации ЗАТО
- Владимир Петров.

## Экономика
Основное предприятие — НПО «Звезда» (занимается производством гироскопов для ракетной техники), также имеется исследовательский центр.
Профсоюзный дом отдыха «Селигер» расположен в восточной части острова на площади 7 гектар среди реликтового хвойного леса, в настоящее время путёвки в этот санаторий не продаются.